# District de Szekszárd
Le district de Szekszárd (en hongrois : Szekszárdi járás) est un des 6 districts du comitat de Tolna en Hongrie. Il compte 59 412 habitants et rassemble 17 localités : 15 communes et 2 villes dont Szekszárd, son chef-lieu.
Cette entité existait déjà auparavant, d'abord sous le nom de District Central (Központi járás) puis sous nom actuel à partir de la réorganisation territoriale de 1950. Le district a été supprimé lors de la réforme de 1983.

## Localités
- Alsónána
- Alsónyék
- Báta
- Bátaszék
- Decs
- Harc
- Kistormás
- Kölesd
- Medina
- Őcsény
- Pörböly
- Sárpilis
- Sióagárd
- Szálka
- Szedres
- Szekszárd
- Várdomb